# Dzień Katalonii
Dzień Katalonii, Święto Katalonii, (Dzień) Święto Narodowe Katalonii (kat. la Diada Nacional de Catalunya), (Dzień) Święto Jedenastego Września (kat. la Diada de l'Onze de Setembre) – doroczne święto obchodzone 11 września we wspólnocie autonomicznej Katalonia w Hiszpanii.
Z okazji Dnia Katalonii są organizowane tłumne demonstracje, manifestujące dążenia secesjonistyczne Katalonii.

## Historia
O symbolach Katalonii stanowi Statut Autonomii z 2006. Dzień Katalonii został przyjęty na mocy tego statutu. Dzień nie upamiętnia sukcesu Katalonii, lecz poddanie się 11 września 1714 siłom hiszpańskim w bitwie o Barcelonę, w czasie wojny o sukcesję hiszpańską, pod naporem wojsk burbońskich. Wówczas panowanie nad Hiszpanią (w tym nad Katalonią) przejął Filip V Burbon z Francji.